# Per Chr. Frost
 Ikke at forveksle med Peer Frost Johansson.
Per Christian Frost (født 30. oktober 1954 i Aarhus, død 5. marts 2023) var en dansk guitarist, bassist og producer. 
Per Frost var i perioden 1974 - 1997 guitarist og bassist i Gnags, og spillede sammen med bl.a. Sanne Salomonsen, Allan Olsen, Lis Sørensen, Blue Sun, Henning Stærk, Cowgirls, Hounddog All Stars, Elisabeth, Michael Falch, Thomas Helmig, Søs Fenger og Poul Krebs. Herefter etablerede han sig som leder af sit eget Band. Han medvirkede på over 180 danske pladealbums. I 2015 vendte han tilbage til Gnags, som han indtil 2022 indspillede 3 albums med, ligesom han var medvirkende på flere turneer.

## Karriere
Allerede i skoletiden startede han et band, BeeKeepers, og efter en kort periode i et andet band, Viola, blev han medlem af Gnags. I løbet af 1970'erne blev Gnags i stigende grad påvirket af reggae, og Peter A.G. Nielsen overlod nu rollen som basguitarist til Frost, som tilførte musikken en "rytmisk svingende hængebro over til reggae og andre genrer med sit dybt dansende elastiske basspil."
Efter at have dannet sit eget band, indspillede han med dette 8 albums og var ofte på turne, senest i slutningen af 2022. Han var også aktiv som producer, bandt andre af albums med Michael Falch og Elisabeth. 
Han blev inviteret til at spille sammen med B.B. King ved en koncert i Århus Kongrescenter 1997.
Kapelmester ved flere større koncertevents, bl.a. Skanderborg Festivals 25 og 30 års jubilæums koncerter hhv. 2004 og 2009. The White Concert 2008, Horsens Forum, DR1/TV samt Aarhus Univeritets årsfestkoncerter, Musikhuset, Aarhus  siden 2008. Siden 1996 var han lejlighedsvis timelærer på Rytmisk Musikkonservatorium, Aarhus / Aalborg.
I 2015 medvirkede Per Chr. Frost som guitarist og kapelmester i Gnags på gruppens Flashback turne. Herefter var han igen en del af bandet, samtidig med, at han turnerede med eget materiale.

## Priser
Han modtog Ken Gudman Prisen i 2005.
Grammyvinder med Gnags 1990 og 1999.

## Diskografi
Udgivelser i eget navn:
- Ned ad gaden, 1978 (Genlyd Grammofon))
- Old Friend's Back, 1990 (Genlyd Grammofon)
- Breakin' Ice, 1995 (BMG)
- Seasidesongs, 1998 (BMG)
- Frost, 2007 (RecArt)
- When The Time Is Right, 2011(RecArt)
- Give It To Me (EP) 2013 (Egen udgivelse)
- The Calling, 2018 (Genlyd / Sony Music Denmark)